# La Vie intermédiaire
Pour plus de détails, voir Fiche technique et Distribution.
La Vie intermédiaire est un documentaire français réalisé par François Zabaleta et sorti en 2009.

## Fiche technique
- Titre : La Vie intermédiaire
- Réalisation :	François Zabaleta
- Scénario : François Zabaleta, d'après sa pièce de théâtre
- Photographie : François Zabaleta
- Son : François Zabaleta
- Montage : François Zabaleta
- Production : François Zabaleta
- Pays d’origine :  France
- Durée : 114 minutes
- Date de sortie : France - 15 mai 2009

## Distribution
- Carole Lesguillon
- François Zabaleta

## Sélection
- Festival de Cannes 2009 (programmation de l'ACID)[1]